# Iron Man 2 (colonna sonora)
Iron Man 2 è un album che contiene brani usati nella colonna sonora del film omonimo di Jon Favreau, ed è composto interamente da brani degli AC/DC. L'album ha raggiunto la prima posizione in Svizzera, Austria, Svezia, Norvegia, Grecia, Regno Unito, Germania, Canada e Nuova Zelanda, la seconda in Spagna, Ungheria ed Australia, la terza in Danimarca oltre che in Italia, la quarta nella Billboard 200, la quinta in Olanda, Polonia e Finlandia, la sesta in Portogallo e la settima in Messico.
La colonna sonora orchestrale del film è invece stata composta da John Debney ed è uscita in un CD a parte.

## Tracce
1. Shoot to Thrill
2. Rock 'N' Roll Damnation
3. Guns for Hire
4. Cold Hearted Man
5. Back in Black
6. Thunderstruck
7. If You Want Blood (You've Got It)
8. Evil Walks
9. T.N.T.
10. Hell Ain't a Bad Place to Be
11. Have a Drink on Me
12. The Razors Edge
13. Let There Be Rock
14. War Machine
15. Highway to Hell

Solo due brani ("Shoot to Thrill" e "Highway to Hell") sono in realtà usati per intero nel film, mentre un altro ("Back in Black") era stato usato nel film precedente. "Thunderstruck", "War Machine" e "The Razors Edge" sono stati usati nei trailer e negli spot promozionali per il film.

## Classifica italiana
| Posizione | 4  | 4  | 3  | 5  | 6  | 10 | 11 | 14 | 14 | 14 | 19 | 15 | 24 | 16 | 24 | 24 | 15 | 18 | 20 | 31 |
| Settimana | 21 | 22 | 23 | 24 | 25 | 26 | 27 | 28 | 29 | 30 | 31 | 32 | 33 | 34 | 35 | 36 | 37 | 38 | 39 | 40 |
| Posizione | 33 | 48 | 52 | 51 | 69 | 73 | 89 | 99 | 71 |    |    |    |    |    |    |    |    |    |    |    |

## Componenti
- Brian Johnson – voce (tracce 1, 3, 5, 6, 8, 11, 12, 14)
- Angus Young – chitarra solista
- Malcolm Young – chitarra ritmica, cori
- Cliff Williams – basso, cori (tracce 1, 2, 3, 5, 6, 7, 8, 11, 12, 14, 15)
- Phil Rudd – batteria (tracce 1, 2, 3, 4, 5, 7, 8, 9, 10, 11, 13, 14, 15)
- Chris Slade – batteria (tracce 6, 12)
- Bon Scott – voce (tracce 2, 4, 7, 9, 10, 13, 15)
- Mark Evans – basso (tracce 4, 9, 10, 13)